# Crystal (együttes)
A magyar Crystal együttes, amely ír zenei hangzásokon alapuló akusztikus könnyűzenét játszott, 1998-ban alakult és 2010-ben szűnt meg.

## Tagjai
- Lajtai Kati (ének, vokál)
- Kasza Tibor (ének, zeneszerzés, szöveg, vokál)
- Kasza Gábor (dobprogramok, hangszerelés, vokál)

## Története
A Kasza testvérek, Tibor és Gábor a szentesi gimnáziumban ismerte meg Katalint.
A csapat az 1998-as évben határozta el, hogy az ír zenei hangzásokat szeretnék játszani dalaikban.
Az együttes először a Sony Music 2000 novemberében megrendezett sajtótájékoztatóján mutatkozott be. A kiadók féltek az új zenei műfajtól, így nem szerződtek le velük, de a The Corrs és Michael Flatley sikerei meghozták az áttörést a hazai piacon és a kiadók rögtön rácsaptak a Crystal zenéire. A Crystal végül is a Sony Music-ot választotta.
2000 decemberében jelent meg az együttes első debütált albuma Két utazó néven. A dalhoz klip is készült és hamarosan a slágerlisták élére került.
A sikerek után Ezer Hold címen készítettek zenét. Ehhez a klipet a Birkás Stúdióban készítették. Az együttes 2010-ben szűnt meg, Lajtai Kati háttérbe vonult, míg Kasza Tibi szólókarrierbe kezdett, illetve később a TV2 műsorvezetője lett.

## Lemezei
Az első lemezük 2000-ben jelent meg Két utazó címmel. A bemutatkozó album rövid időn belül platinalemez lett, valamint a zenekar frontemberét az év zeneszerzőjének választották (Artisjus díj). 2002-ben az RTL Klub Való Világ című valóságshow-jának a kísérő dalát, A lét a tét című dalt is ők énekelték. (49 pályázó közül választották ki a Crystal dalát). Második lemezük a Fújja el a szél, három hét alatt aranylemez, majd egy éven belül platinalemez lett. Mindkét album elnyerte az év hazai popalbumának járó Fonogram – Magyar Zenei Díjat. Harmadik lemezük a Trilógia (Aranylemez), és erről az albumról a Sosem múlik el dal lett 2005-ben a legjátszottabb magyar rádiós sláger. A negyedik lemez címe Világok Hangjai. Abban a stúdióban készült, ahol a HIM, a Nightwish vagy The Rasmus albumai is. A Crystal jegyzi az ország első 3D grafikájú borítóját.
2009-ben jelent meg Gregorian című albumuk, mely ismét egyedi hangzásvilágot és az album címéből adódóan Gregorian stílusú dalokat tartalmaz, természetesen a jellegzetes „Crystal-köntösben”.
A Menj tovább c. szám hetekig a rádiós listák élén szerepelt, a Te vagy az álmom című dal pedig új alapot kapva jelenleg ostromolja a rádiós listákat.

## Diszkográfia
| - Két utazó (2000) - Fújja el a szél (2002) - Trilógia (2004) - Világok hangjai (2006) - Karácsony (2008) - Gregorian (2009) - Két utazó Special Edition (2 CD) (2002) - Fújja el a szél Special Edition (CD és DVD) (2004) - Világok hangjai (CD és DVD) (2007) |

### Maxi CD-k és DVD-k
- Két utazó (2000)
- Ezer Hold (2001)
- Vigyázz rám (2001)
- Amíg csak élek I. (2001)
- Amíg csak élek II. (2001)
- Álom (maxi) (2002)
- Fújja el a szél (2002)
- Mama (2003)
- Jég a tűzben (maxi) (2003)
- Itt megtalálsz (2004)
- Hajnali fény (Promóciós Maxi CD) (2004)

## Slágerlistás helyezések

### Albumok
| Év   | Album                                                                           | Legmagasabb helyezés | Minősítés      |
| Év   | Album                                                                           | MAHASZ Top 40        | Minősítés      |
| ---- | ------------------------------------------------------------------------------- | -------------------- | -------------- |
| 2000 | Két utazó - 1. stúdióalbum - Megjelenés: 2000                                   | 3                    | - Platinalemez |
| 2002 | Fújja el a szél - 2. stúdióalbum - Megjelenés: 2002                             | 4                    | - Aranylemez   |
| 2004 | Trilógia - 3. stúdióalbum - Megjelenés: 2004                                    | 9                    | - Aranylemez   |
| 2007 | Világok hangjai (CD és DVD) - 4. stúdióalbum és koncertlemez - Megjelenés: 2007 | 3                    | - Aranylemez   |
| 2008 | Karácsony - 5. stúdióalbum - Megjelenés: 2008                                   | 28                   |                |
| 2009 | Gregorian - 6. stúdióalbum - Megjelenés: 2009                                   | 10                   |                |

#### Slágerlistás dalok
| Év                  | Dal                | Legmagasabb helyezés | Legmagasabb helyezés          | Legmagasabb helyezés | Legmagasabb helyezés | Legmagasabb helyezés | Legmagasabb helyezés | Album                       |
| Év                  | Dal                | VIVA Chart           | Mahasz Editors’ Choice Top 40 | Mahasz Rádiós Top 40 | Mahasz Dance Top 40  | Single Top 40 lista  | EURO 200             | Album                       |
| ------------------- | ------------------ | -------------------- | ----------------------------- | -------------------- | -------------------- | -------------------- | -------------------- | --------------------------- |
| 2002                | Fújja el a szél    | ?                    |                               | 12                   |                      |                      |                      | Fújja el a szél             |
| 2002                | Jég a tűzben       | ?                    | 19                            | 2                    |                      |                      |                      | Fújja el a szél             |
| 2002                | Itt megtalálsz     | ?                    | 14                            | 25                   |                      |                      |                      | Fújja el a szél             |
| 2004                | Hajnali fény       | ?                    | 6                             | 4                    |                      |                      |                      | Trilógia                    |
| 2004                | Összetört a szívem | ?                    | 10                            | 12                   |                      |                      |                      | Trilógia                    |
| 2005                | Ha arra ébredek    | ?                    | 8                             | 6                    |                      |                      | 169                  | Trilógia                    |
| 2005                | Sosem múlik el     | ?                    | 2                             | 2                    |                      |                      | 111                  | Trilógia                    |
| 2006                | Repülj tovább      | ?                    | 19                            | 6                    |                      |                      | 131                  | Trilógia                    |
| 2006                | Te vagy a jel      | ?                    | 2                             | 4                    |                      |                      | 152                  | Világok hangjai (CD és DVD) |
| 2007                | Hív a végtelen     | ?                    | 17                            | 7                    |                      |                      | 180                  | Világok hangjai (CD és DVD) |
| 2007                | Elmegyek           | ?                    | 9                             | 6                    |                      | 3                    | 189                  | Világok hangjai (CD és DVD) |
| 2009                | Ne ébressz fel     | -                    |                               | 38                   |                      |                      |                      | Gregorian                   |
| 2009                | Menj Tovább        | -                    | 33                            | 15                   |                      | 8                    |                      | Gregorian                   |
| 2010                | A sziget           |                      |                               |                      |                      | 5                    |                      | Gregorian                   |
| 2010                | Te vagy az álmom   | -                    |                               | 36                   |                      |                      |                      | Gregorian                   |
|                     |                    | Összesítés           |                               |                      |                      |                      |                      |                             |
| 1. helyezett számok |                    |                      |                               |                      |                      |                      |                      |                             |
| Top 10-be bekerült  | Top 10-be bekerült |                      | 7                             | 9                    |                      | 3                    |                      |                             |
| Top 40-be bekerült  | Top 40-be bekerült |                      | 11                            | 14                   |                      | 3                    |                      |                             |